# Adelactaeon lilyae
Adelactaeon lilyae is een slakkensoort uit de familie van de Amathinidae. Het is een slak die in water wordt teruggevonden. De wetenschappelijke naam van de soort is voor het eerst geldig gepubliceerd in 1998 door van Aartsen, Gittenberger E. & Goud.